# Soundtrack från Twin Peaks
Soundtrack från TV-serien Twin Peaks.
All musik skriven av Angelo Badalamenti om ej annat anges.

## Soundtrack från Twin Peaks
Utgiven 1990. Angelo Badalamenti vann en Grammy samma år för det instrumentala ledmotivet.
1. "Twin Peaks Theme"
2. "Laura Palmer's Theme"
3. "Audrey's Dance"
4. "The Nightingale" (sång: Julee Cruise, text: David Lynch)
5. "Freshly Squeezed"
6. "The Bookhouse Boys"
7. "Into the Night" (sång: Julee Cruise, text: David Lynch)
8. "Night Life in Twin Peaks"
9. "Dance of the Dream Man"
10. "Love Theme from Twin Peaks"
11. "Falling" (sång: Julee Cruise, text: David Lynch)

## Soundtrack from Twin Peaks: Fire Walk With Me
Utgiven 1992 i samband med att långfilmen Twin Peaks: Fire Walk with Me hade premiär.
1. "Theme from Twin Peaks: Fire Walk With Me"
2. "The Pine Float"
3. "Sycamore Trees" (sång: Jimmy Scott, text: David Lynch)
4. "Don't Do Anything (I Wouldn't Do)"
5. "A Real Indication (sång: Angelo Badalamenti, text och musik: Thought Gang)
6. "Questions in a World of Blue" (sång: Julee Cruise, text: David Lynch)
7. "The Pink Room"
8. "The Black Dog Runs at Night" (sång: Angelo Badalamenti, text och musik: Thought Gang)
9. "Best Friends"
10. "Moving Through Time"
11. "Montage from Twin Peaks"
12. "The Voice of Love"

## Twin Peaks: Season 2 Music & More
Utgiven 2007 i samband med att DVD:n Twin Peaks Gold Box Edition gavs ut.
1. "Love Theme Intro"
2. "Shelly"
3. "New Shoes"
4. "High School Swing"
5. "Hayward Boogie" (piano: Alicia Witt)
6. "Blue Frank"
7. "Audrey's Prayer"
8. "I'm Hurt Bad"
9. "Cop Beat"
10. "Harold's Theme"
11. "Barber Shop"
12. "Night Bells"
13. "Just You" (sång: James Marshall, Sheryl Lee och Lara Flynn Boyle, text: David Lynch)
14. "Drug Deal Blues"
15. "Audrey"
16. "Josie and Truman"
17. "Hook Rug Dance"
18. "Packard's Vibration"
19. "Half Heart"
20. "Laura's Dark Boogie"
21. "Dark Mood Woods/The Red Room"
22. "Love Theme Farewell"

## The Twin Peaks Archive
"The Twin Peaks Archive" är en samling ljudklipp som gavs ut 2011, och som finns tillgängliga på davidlynch.com. Av de totalt hela 211 olika klippen återfinns, utöver musik från TV-serien och långfilmen "Fire Walk With Me", ett antal demoinspelningar samt stycken som spelades in till serien men sedan aldrig användes, alternativt endast användes i trailers och annan reklam.